# Западный Мебон

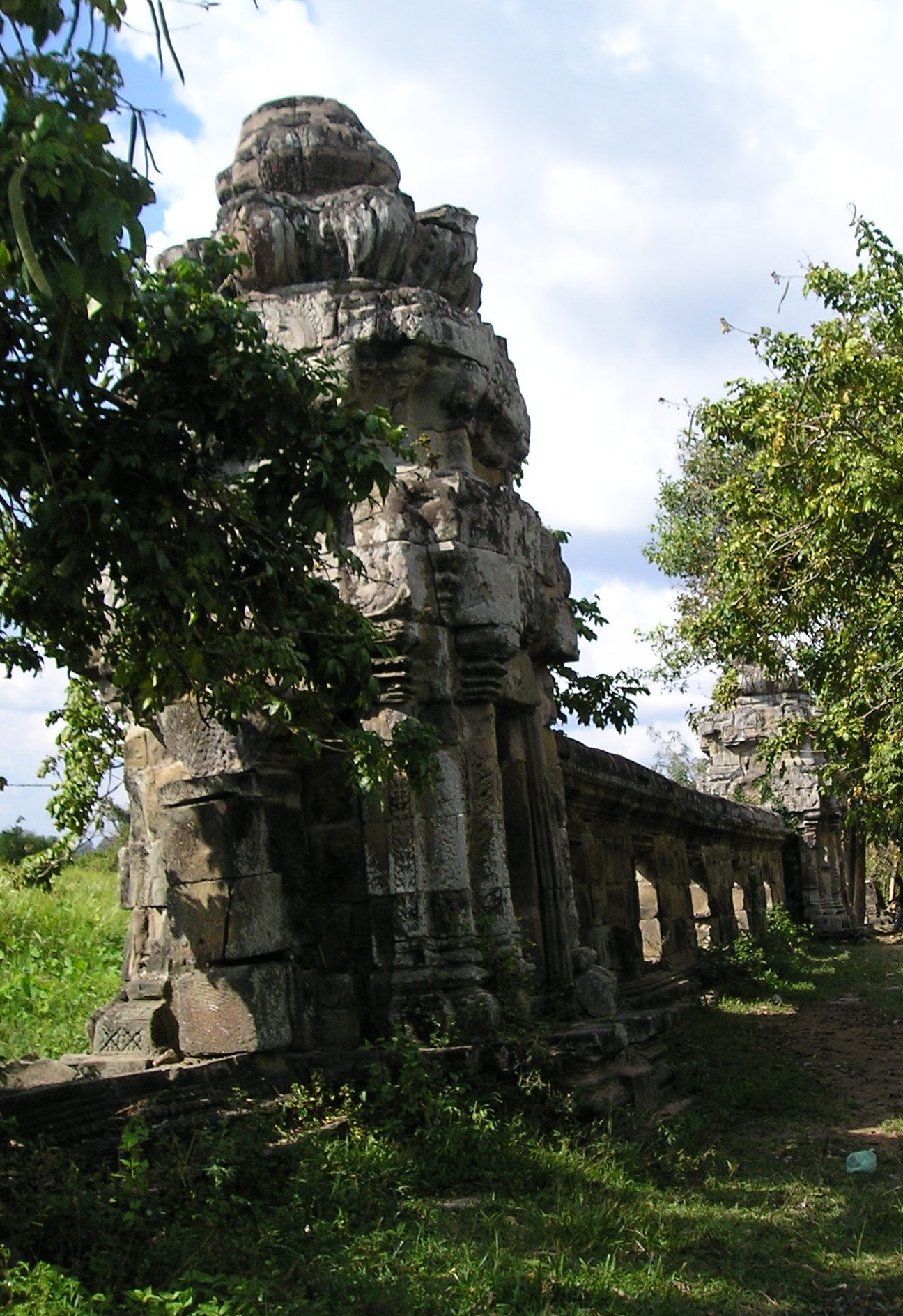

Западный Мебон (кхмер. ប្រាសាទមេបុណ្យខាងលិច) – храм в Ангкоре в Камбодже. Храм расположен на острове посреди Западного Барая, самого большого водохранилища в Ангкоре. Время постройки Западного Мебона неизвестно, но есть основания предполагать, что это произошло во время правления Сурьявармана II или Удаядитьявармана II. Во время сухого сезона, когда уровень воды в барае понижается, до храма можно добраться по земле, а в сезон дождей он становится островом. Обычно кхмерские архитекторы окружали храмы рвами с водой, которые символизировали индуистский мировой океан, из которого рождается весь мир. 
Храм квадратный в плане, со сторонами 100 метров. На каждой из сторон на расстоянии 28 м. друг от друга расположены  три башни, вершины которых сделаны в виде бутонов лотоса. В центре площади когда-то находилась каменная платформа, соединённая с восточной стеной дорогой из латерита и песчаника. Платформа, дорога, большая часть восточной стены и башни сохранились до наших дней. От остальных стен практически ничего не осталось, тем не менее, их контуры видны, когда воды барая отступают в сухой сезон. Центральное святилище отсутствует.
В 1936 году на территории храма была обнаружена самая большая из когда-либо найденных в Ангкоре бронзовых скульптур. Это был фрагмент лежащего Вишну: верхняя часть туловища, голова и две правых руки. Позже во время раскопок была обнаружена статуя Вишну. Китайский дипломат Чжоу Дагуань, посетивший Ангкор в конце XIII века писал, что в Восточном Мебоне, храме, расположенном в центре Восточнго Барая, другого крупного водоёма, находится большая статуя Будды, из пупа которой бьёт вода. Сегодня статуя Вишну хранится в Национальном музее в Пномпене. Размеры сохранившихся частей указывают на то, что целая статуя могла быть размером 6 метров.  